# Jonathan Gürsac
Jonathan Gürsac, född 6 oktober 2001, är en svensk fotbollsspelare som spelar för United IK Nordic.

## Karriär
I mars 2019 flyttades Gürsac upp i Syrianska FC:s A-lag, där han skrev på ett treårskontrakt. Gürsac gjorde sin Superettan-debut den 13 juli 2019 i en 2–1-vinst över Trelleborgs FF, där han blev inbytt på övertid mot Andrew Stadler. Under säsongen 2019 var Gürsac även utlånad till Arameisk-Syrianska IF.
I februari 2023 värvades Gürsac av division 1-klubben United IK Nordic.